# Yassine Guenichi
Yassine Guenichi (arabe : ياسين قنيشي), né le 3 avril 1995, est un athlète handisport tunisien, actif principalement en lancer du poids F36.
Lors des championnats du monde d'athlétisme handisport 2019, il remporte une médaille d'argent à l'issue de l'épreuve de lancer du poids F36. Aux Jeux paralympiques d'été de 2020 à Tokyo, il remporte également une médaille d'argent dans la même catégorie,.